# 克拉奇利冰山麓
克拉奇利冰山麓（英語：Cruchley Ice Piedmont），是南極洲的冰山麓，位於南奧克尼群島的鮑威爾島南端，處於約翰峰以北5公里，海拔高度415米，在1987年由英國南極名稱諮詢委員會命名，現時由南極條約體系管理。